# Hamelin (transport)
Pour les articles homonymes, voir Hamelin.
Le Hamelin est un transport côtier de la classe Jacques Cœur lancé en mars 1919 et actif dans la marine française de 1919 à 1949 .

## Construction[1]
Le Hamelin est issu d'un programme de guerre, constitué d'une série de treize patrouilleurs, armés de deux canons de 100 mm et de mitrailleuses. La fin de la première guerre mondiale entraîne une réduction de la série à neuf exemplaires, transformés en navires de soutien logistique. Le Hamelin est mis sur cale au Ateliers et Chantiers de la Loire, avec ses sister-ships Coetlogon, Forfait et Lamotte-Picquet, puis est lancé en 1919.
Un mat portique est construit sur la cale arrière, pour répondre au rôle nouveau confié à ce navire.

## Descriptif
Le navire présente une silhouette semblable à celle d'un cargo. Il s'agit de leurrer les équipages de sous-marins, sur le modèle des bateaux pièges Q-ships britanniques camouflés en navires marchands. Un rouf est placé au centre de la coque et englobe la cheminée. La passerelle de navigation est installée à l'avant de cette superstructure.
Le navire est propulsé par une machine à vapeur alternative alimentée par deux chaudières chauffées au mazout. Cet ensemble permet de naviguer à une vitesse de pointe de 12 nœuds.

## Carrière
Le Hamelin entre en activité dans la Marine nationale en 1920 .

### Transport côtier
Le navire est basé de septembre 1920 à novembre 1921 à Beyrouth, en soutien de la Campagne du Levant. L'équipage est décoré de la médaille de Syrie-Cilicie à cette occasion
La transformation d'un des type Hamelin en porte-avions est étudiée mais s'avère impraticable faute d'une taille et d'une vitesse suffisantes.

### Ravitailleur d'hydravion
La transformation en ravitailleur d'hydravion est décidée en 1928 et effective en 1931.

Le Hamelin soutient les grands hydravions d'éclairage de la flotte de guerre et opère entre Toulon et les côtes allant de la Tunisie au Maroc.

Il se joint aux recherches menées pour secourir l'hydravion postal de la ligne Marseille-Alger, posé en panne en pleine mer en décembre 1933.

Le navire participe aux manœuvres et croisières menées par la Marine nationale autour de l'Espagne plongée dans la guerre civile
Le ravitailleur d'hydravion est sabordé à Toulon le 27 novembre 1942, relevé le 30 octobre 1943 et coulé de nouveau à la suite de bombardements, le 29 avril 1944. Il est réparé en 1945, placé en réserve en 1949 et démantelé en 1958 .

## À voir
- Forummarine, Les avatars des patrouilleurs du type Jacques Cœur -
- Pages 14-18, Forum - Sujet : Patrouilleurs type Jacques Cœur -

### Images
- Transport côtier Hamelin -
- Delcampe, Photo de presse - Hamelin hissant un hydravion Goliath de plus de 4 tonnes, il a été spécialement aménagé -